# Cyberiaden
Cyberiaden är en samling humoristiska noveller av Stanisław Lem, som utspelar sig i ett universum befolkat av robotar, utgiven på polska (Cyberiada) 1965, svensk översättning av Martin von Zweigbergk (Alba 1979). Bokens återkommande centralfigurer är "konstruktörerna" Trurl och Klapautius – så kallade då de kan bygga i stort sett vad som helst. Trurl och Klapautius reser runt i världsrymden och hjälper kungar och andra i nöd, men deras fantastiska stordåd har ofta oväntade följder.
Berättelserna är filosofiska fabler eller satirer med en underfundig ton. Ksiega robotów, på engelska Mortal engines (ej översatt till svenska) är en samling liknande historier. Lem själv ansåg dem höra till den fabeltradition som exempelvis Voltaire och Robert Louis Stevenson företräder snarare än till egentlig science fiction. Verk som Cyberiaden jämförts med är Voltaires Micromegas och även Italo Calvinos Kosmokomik.